# Anexaireta therevoides
Anexaireta therevoides är en tvåvingeart som först beskrevs av James 1975.  Anexaireta therevoides ingår i släktet Anexaireta och familjen vapenflugor. Inga underarter finns listade i Catalogue of Life.